# Evangeliar Ottos III. (München)

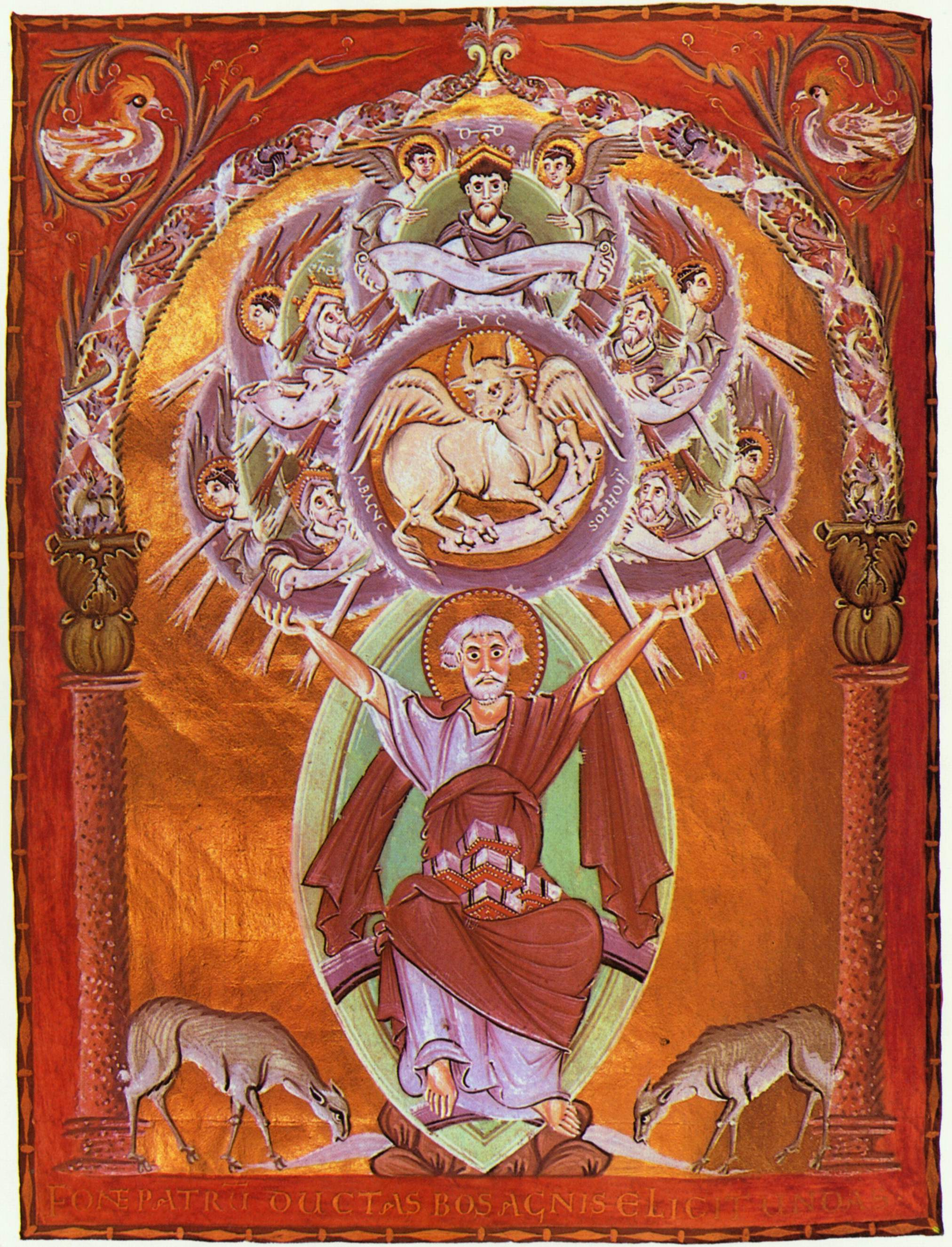
Der Evangelist Lukas (fol. 139v)

Das Evangeliar Ottos III. oder Evangeliar Heinrichs II. (Bayerische Staatsbibliothek, Clm 4453) ist ein Werk der ottonischen Buchmalerei und zählt zu den Hauptwerken dieser Epoche. Zusammen mit neun anderen Werken der Reichenauer Schule wurde das Manuskript 2003 von der UNESCO in die Liste des Weltdokumentenerbes aufgenommen.

## Geschichte
Die Handschrift entstand vermutlich um das Jahr 1000 im Auftrag Ottos III. oder dessen Nachfolger Heinrichs II. im Kloster Reichenau und gehört zur sogenannten Liuthar-Gruppe der Reichenauer Buchmalerei. Das Evangeliar gehörte bis 1803 zum Bamberger Domschatz und kam im Verlauf der Säkularisation in die Bayerische Staatsbibliothek in München, wo es heute unter o. g. Signatur aufbewahrt wird.

## Beschreibung

### Handschrift

#### Inhalt und Gestaltung
Die im Stile der Reichenauer Schule gehaltene Pergamenthandschrift besteht aus 278 Blatt (I + 277) im Format 33,5 × 24 cm. Der Buchschmuck besteht aus 29 ganzseitigen Miniaturen, zwölf Kanontafeln sowie vier ganzseitigen Initialseiten: Den in reich ausgestatteten Arkaden angebrachten Kanontafeln folgen das doppelseitige Kaiserbild, jeweils zu Beginn der Evangelien die Evangelistendarstellungen sowie eine Zierseite mit Initiale und Textbeginn. In den Evangelientexten finden sich zu den einzelnen Perikopen gehörende Illustrationen. Eine besondere Gruppe ist in den Miniaturen des Passionszyklus zu sehen, hervorragender Rang gebührt dem Maler des Kaiserbildes. Wie bei den Schreibern, so sind auch bei den Malern mehrere, meist drei, Hände unterschieden worden, ohne dass deren Anteile jedoch deutlich voneinander abgegrenzt werden könnten. Der von drei Schreibern des Reichenauer Skriptoriums verfasste Text ist in Minuskelschrift geschrieben, als Schriftauszeichnung dient rote und schwarze Capitalis rustica, nur für die Anfangszeilen der Kapitel wird rote Uncialis mit goldenem Anfangskapital verwandt.

#### Kaiserbild

##### Beschreibung

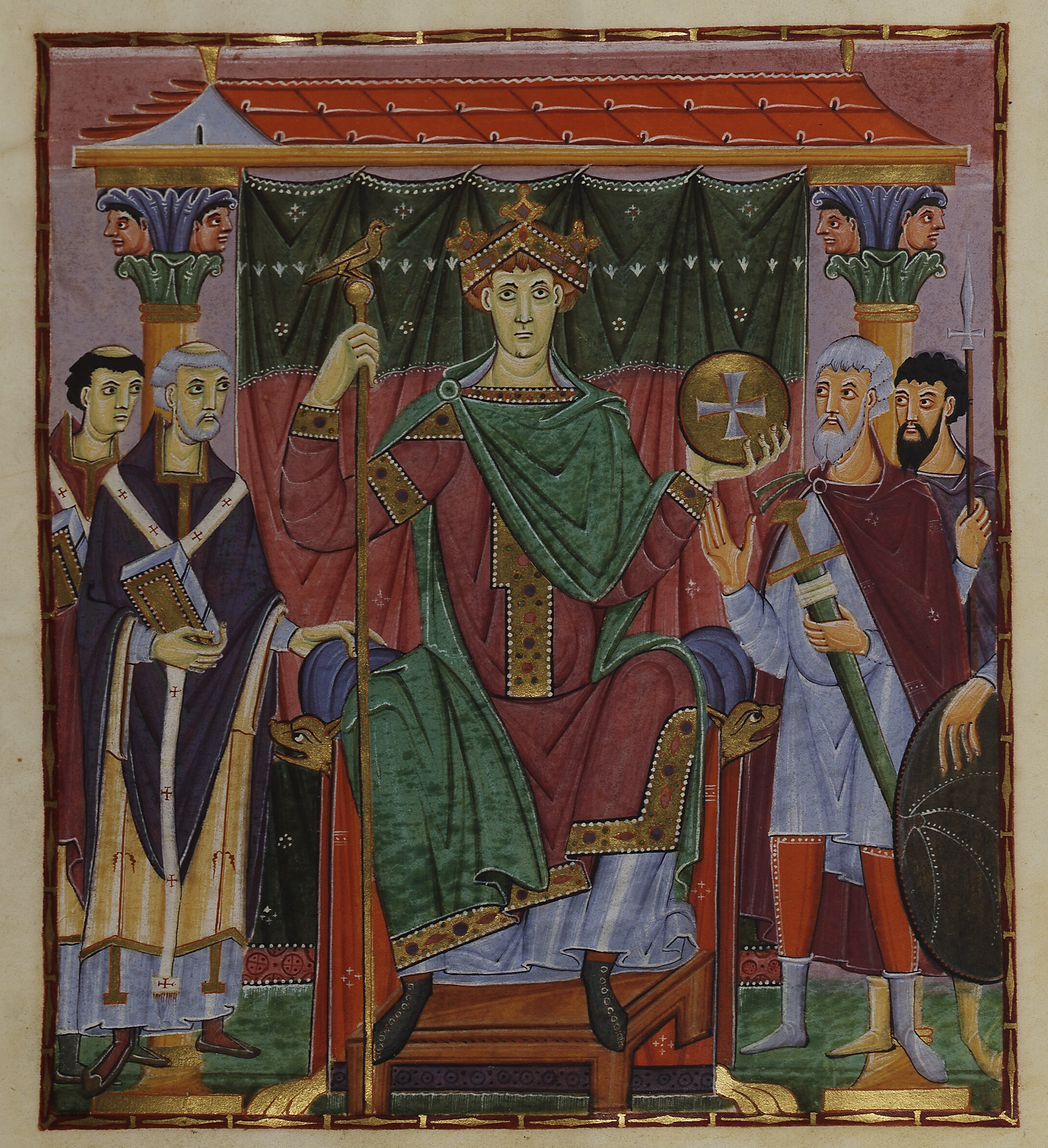
Otto III. (Dedikationsbild) (fol. 24r)

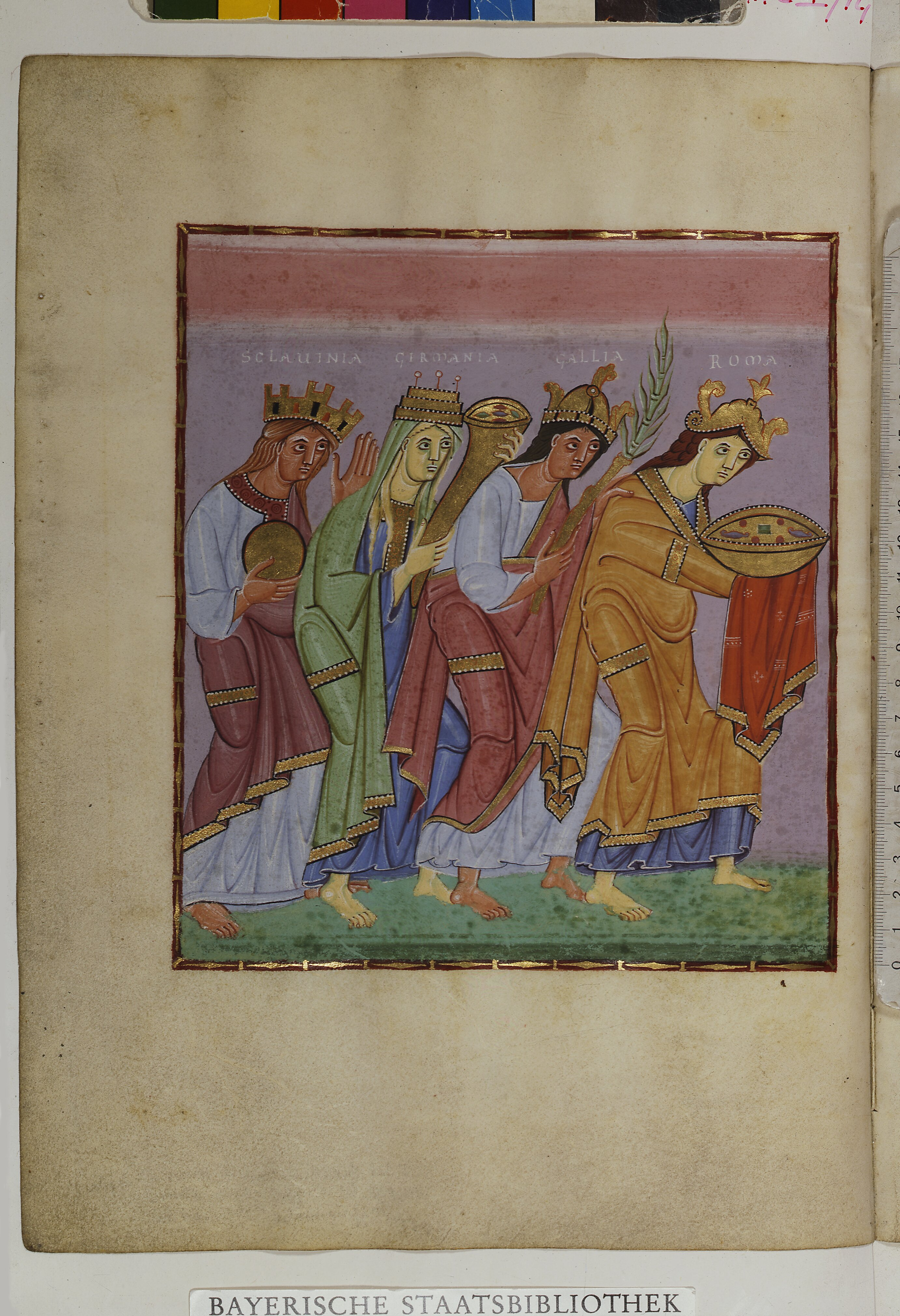
Huldigende Provinzen (fol. 23v)

Das erste Bild der Handschrift ist zugleich auch ihr berühmtestes: die Darstellung des thronenden Herrschers, dem die Provinzen huldigend ihre Gaben darbringen. Das Dedikationsbild nimmt die Innenseiten eines Doppelblattes ein, das sich zwischen den Kanontafeln und einem weiteren Doppelblatt mit dem Evangelistenbild und der Initialseite des Matthäus-Evangeliums befindet.
Zu sehen ist in der rechten Hälfte des Doppelbildes der vor einer mit einem Vorhang geschlossenen Säulenstellung seines Palastes auf einem Löwenthron sitzende Kaiser umgeben von den Großen seines Reiches. Bekrönt mit einer großen edelsteinbesetzten Krone ist er in heller Alba sowie als Zeichen seiner kaiserlichen Herrschaftswürde einer engärmeligen Purpurtunika, deren goldene Säume und Zierstreifen reich mit Edelsteinen besetzt sind, gekleidet. Darüber liegt der auf der rechten Schulter geschlossene Mantel. In seiner Rechten hält er das augusteische Adlerzepter, in der Linken die mit dem Kreuz verzierte Sphaira als Herrschaftsinsignien.
Neben dem Thronenden stehen links zwei Geistliche in bischöflichen Gewändern und geschmückt mit dem Pallium – ein Hinweis auf ihre Stellung als Metropoliten –, rechts zwei Waffenträger, je einer im Greisen- und im Jugendalter, die Schwert, Lanze und Schild des Herrschers halten. Die Gewandung der einzelnen Personen ist sorgfältig gewählt und deutlich von der des Kaisers unterschieden: Die lange Tunika ist dem Kaiser vorbehalten, den Erzbischöfen steht die mit weiten Ärmeln ausgestaltete Pontifikaldalmatik zu und schließlich den beiden Kriegern eine kurze Tunika. Des Weiteren trägt der Thronende geknöpfte Schuhe, die Geistlichen dagegen flache ausgeschnittene Sandalen und die Waffenträger halbhohe Stiefel. Auch die Haar- und Barttracht sind mit Bedacht konzipiert: So tragen die weltlichen Thronassistenten lange Vollbärte, während der ältere Geistliche mit einem Kurzbart, der jüngere hingegen dem Kaiser gleich bartlos dargestellt wird. Auffällig ist zudem die den anderen Gestalten gegenüber abgehobene rote Haarfarbe, die den Herrscher erneut in besonderer Weise auszeichnet.
Dieser frontal ausgerichteten feierlichen Gruppe gegenübergestellt ist der nach rechts gerichtete Zug vierer allegorischer weiblicher Gestalten: Es sind Personifikationen der Provinzen Roma, Gallia, Germania und Sclavinia, die dem Kaiser huldigend ihre Gaben bringen. Angeführt von der mit einer edelsteingefüllten Goldschale daherkommenden Roma, deren Hände abweichend von denen der anderen Figuren mit einem großen roten, ornamentierten Ziertuch verhüllt sind, folgen Gallia mit einem Palmzweig, Germania mit einem Füllhorn voller Juwelen und schließlich Sclavinia mit einem goldenen Globus in der Hand. Alle vier werden reich bekrönt und mit prunkvoll verzierten Gewändern bekleidet, zudem barfüßig und mit langen, offenen Haaren dargestellt – dabei sind Roma und Gallia dunkelhaarig, Germania und Sclavinia dagegen haben hellere Haare. Was die Hautfarbe angeht, so sind Roma und Germania hellhäutig, Gallia und Sclavinia dagegen dunkelhäutig dargestellt. In der unterschiedlichen Wahl von Haarfarbe, Inkarnat und Kostüm wie auch der Art ihrer Gaben begegnen sich wohl der Wunsch nach belebender Abwechslung und nach individualisierender Kennzeichnung.

##### Interpretation
Die Namen der vier Gestalten sowie die Reihenfolge, in der sie auftreten, sind eines der gewichtigen Argumente gewesen, den Herrscher als Kaiser Otto III. zu identifizieren mit besonderem Bezug auf jene letzten Herrschaftsjahre, in denen der Romgedanke das zentrale Thema seiner Politik bildete. Der zweite Platz ist, sofern nicht schlichtweg durch Rang und Alter der Provinzen im Verband des römischen Imperiums bestimmt, zu Recht mit dem anderen großartigen Leitbild, das in den letzten Jahren die uneingeschränkte Verehrung des Ottonenkaisers genoss, in Verbindung gebracht worden: Karl dem Großen, dessen Hauptstadt und Grab mit Aachen die Provinz Gallia als das linksrheinische Reichsgebiet umschloss. Auch die Gestalt der Sclavinia weist in jene Zeit, als Otto das Slawenreich fester an sich zu binden suchte.
Dass mit der Romidee der Gedanke an den Friedenskaiser Augustus verbunden wurde, dessen Adlerszepter Otto in der Rechten hält, verstärkt den programmatischen Gehalt der Darstellung, und so lässt es nicht wundernehmen, dass im Laufe der Rezeptionsgeschichte immer wieder der Versuch gemacht worden ist, die zu beiden Seiten des Thrones stehenden Figuren historischen Persönlichkeiten zuzuordnen. Doch lässt sich letztlich kein konkreter Anhaltspunkt für derlei Identifikationen nachweisen; vielmehr gehören besagte Gestalten zur antiken Kaiserikonografie und begegnen so dem Betrachter bereits in karolingischen Herrscherbildnissen in ganz entsprechender Form und Funktion als Waffenträger.
Die Bedeutung des Klerus und insbesondere des Episkopats als für die Struktur der ottonischen Reichskirche konstitutive Größe spiegelt sich in der Repräsentation durch die beiden zur Seite des Herrschers befindlichen geistlichen Würdenträger wider, deren älterer, der vordere, seine Hand an das Thronkissen gelegt hat – eine Geste, die sich gleichfalls bereits in der karolingischen Kunst bspw. in der Vivian-Bibel findet, hier allerdings mit zwei weltlichen Großen, die am Throne Karls des Kahlen stehen und rechts und links die Hand an dessen Lehne legen.
Die Überreichung kostbarer Gaben und Darbringung des aurum coronarium (wörtlich „Kranz-, Krongold“), sprich die dem mit dem goldenen Siegerkranz, der corona triumphalis, bekrönten Imperator bei der Feier seines Triumphes zu bringende Ehrengabe, ist in vielfältigen Formen überliefert. Wenn dieser antike, altehrwürdige Ritus hier durch die allegorischen Figuren der Roma und der Provinzen des Reiches vollzogen wird, so erklärt sich dies aus der großen Aufzeichnung spätrömischer Staatssymbole, der Notitia dignitatum, wo in den Personifikationen der Städte und Provinzen die charakteristischen Züge der ottonischen Gestalten wiederzufinden sind: die dem wallenden Haar aufgesetzten Kronen, die prächtig verzierten Gewänder, die mit verhüllten Händen dargebotenen Gaben in Form von Schale, Palmzweig, Füllhorn und Globus.
Über das Konzept des Aurum Coronarium hinaus ist das Kaiserbild Ottos III. aber auch mit jener Bildthematik in Zusammenhang gebracht worden, die eine Übertragung der antiken Huldigungszeremonie in die christliche Zivilisation verkörpert: die Anbetung der drei Weisen aus dem Morgenland, die Christus ihre Gaben darbringend nun zum Ende des zehnten Jahrhunderts zu Königen geworden sind. Diese Parallele tritt gerade durch die Wahl der Attribute der Figuren einer Darstellung der Anbetung der Könige (fol. 29r) im vorliegenden Evangeliar in besonderer Weise hervor; ein Füllhorn in der Hand eines der Magier ist ungewöhnlich, jedoch in der Reichenauer Nachfolge dieses Bildes immer wieder anzutreffen, sodass es wohl für die huldigenden Provinzen hierher übernommen worden sein mag.
Die benannten Analogien kulminieren jedoch letztendlich in jenem Bereich politischer Theologie, in deren Zentrum die in ottonischer Zeit stattfindende immanente Identifikation oder Gleichsetzung des Kaisers mit Christus steht. Nirgendwo sonst wird diese gewagte Symbolik des Kaisers als irdischem Christus und Weltenherrscher besser zum Ausdruck gebracht als in der Darstellung der Apotheose Ottos III. im Aachener Liuthar-Evangeliar, jenem Werk, das ebenfalls um das Jahr 1000 im Auftrag Ottos III. auf der Reichenau entstand.

### Einband

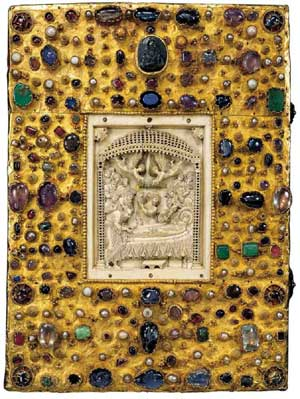
Einband

Der Bucheinband besteht in seinem Kern aus zwei 13 mm dicken Eichenholzplatten im Format 338 × 245 bzw. 242 mm und ist vorn mit einem byzantinischen Elfenbeinrelief mit der Darstellung des Todes Marias und 188 Edelsteinen geschmückt sowie auf der Innenseite bespannt mit einem ebenfalls aus Byzanz importierten Seidenstoff der Zeit um das Jahr 1000. Der Rückdeckel ist hingegen mit einem wohl aus dem 18. Jahrhundert stammenden roten Samt überzogen.
Der aus Goldblech gefertigte Rahmen ist in überaus üppiger Manier mit Edelsteinen, Gemmen und Perlen in geschlossenen und durchbrochenen Fassungen  besetzt, zwischen denen sich goldene Filigrankegel und Kugelpyramiden finden. Die Ecken werden durch farbige Emailplättchen betont. Die geschnittenen Steine sind antiker und byzantinischer Herkunft; eine Alsengemme stammt wohl aus dem achten oder neunten Jahrhundert.
Die unregelmäßige Verteilung der Ziersteine ist den Beschädigungen und Restaurierungen zuzuschreiben, welche die ursprünglich ausgewogene Anlage, deren Grundzüge sich noch erkennen lassen, im Laufe der Jahrhunderte durch Neufassungen, Ergänzungen und Versetzungen erlitten hat. Auffallend sind die ehemals und zum Teil noch heute kreuzförmig angeordneten Edelsteinfassungen mit Saphiren. In ihrer Machart stehen diese ganz den meisten anderen Edelsteinfassungen entgegen, die sich aber bestens mit Fassungen an Werken der Goldschmiedekunst Kaiser Heinrichs II. vergleichen lassen. Dies kann darauf hinweisen, dass der Einband bereits unter Heinrich II., welcher den Codex an das Domstift Bamberg schenkte, grundlegend restauriert und überarbeitet wurde. Vielleicht war der Einband, als die Handschrift in die Hände Kaiser Heinrichs II. gelangte, noch nicht fertig gestellt und wurde erst nach dem Besitzerwechsel vollendet.
Die Elfenbeintafel mit der Darstellung des Marientodes war ursprünglich Teil eines Triptychons und stellt eines der bedeutendsten Werke der byzantinischen Elfenbeinschnitzerei des zehnten Jahrhunderts dar, das wohl aus dem Besitz Ottos III. stammt. Die ausgewogene Komposition zeigt unter einem Baldachin im Vordergrund die auf dem Totenbett ruhende Gestalt Mariens, seitlich die trauernden Apostel und mittig Christus, der die Seele der Verstorbenen emporhebt, welche durch zwei von oben herabschwebende Engel mit verhüllten Händen empfangen wird.

## Einordnung
Das Evangeliar Ottos III. vertritt den klassischen Typus des frühmittelalterlichen Evangelienbuches, wie es gegen Ende des zehnten Jahrhunderts als Ergebnis einer langen Entwicklung vorlag. Als Teil der Liuthar-Gruppe steht es unzweifelhaft in der Nachfolge des hierfür namensgebenden Werkes, dessen Ornamentik insbesondere unter Anlehnung an spätantike, byzantinische und karolingische Vorbilder es mit diesem teilt. Mit dem Codex Egberti hat der Otto-Codex hinsichtlich seiner Miniaturen starke Stiltendenzen gemein, ferner liegen deutliche stilistische Parallelen mit dem ebenfalls der Liuthar-Gruppe zugehörigen, später entstandenen Bamberger Perikopenbuch zutage.